# ABC ді Патім
Амігуш ді ум Берсу Комум Футебул Клубе або просто ABC ді Патім (порт. Amigos de um Berço Comum Futebol Clube) — професіональний кабовердійський футбольний клуб з міста Патім, на острові Фогу.

## Історія
В сезоні 2007/08 років команда виступала у Першому дивізіоні Чемпіонату острова, але за підсумками того чемпіонату вилетіла до Другого дивізіону Чемпіонату острова. У сезоні 2013/14 років клуб не зміг пробитися до вищого дивізіону, поступившись лише за різницею забитих та пропущених м'ячів. В сезоні 2014/15 років клуб переміг у Другому дивізіоні Чемпіонату острова та здобув з наступного сезону право виступати в елітному острівному чемпіонаті. У фінальному двобої «ABC ді Патім» зміг здолати «Мостейруш» за сумою двох матчів з рахунком 5:2 (перший, виїзний, «ABC ді Патім» виграв з рахунком 2:1, а вдомашньому — переміг з рахунком 3:1). Але за підсумками цього чемпіонату команда знову вилетіла до Другого дивізіону. На початку квітня 2016 року клуб вийшов до фіналу Другого дивізіону Чемпіонату острова, після перемоги у півфіналі над Гріту Пову з рахунком 4:2.
В 2015 році клуб також взяв участь у турнірі, який проходив на острові, присвячений пам'яті колишнього воротаря Прету-Прету. Участь команди стала можливою коли більш знані та титуловані суперники відмовилися від цієї участі.

## Досягнення
- Другий дивізіон Чемпіонату острова Фогу:
  -  Чемпіон (1): 2014/15

## Статистика виступів у чемпіонатах
| Сезон   | Див | Міс | О      | Іг. | В | Н | П | ЗМ | ПМ | РМ |
| 2014-15 | 3   | 2   | 10 pts | 12  | 2 | 4 | 6 | 11 | 15 | -4 |